# 의왕역
의왕역(義王驛, Uiwang station)은 경기도 의왕시 삼동에 있는 경부선과 남부화물기지선의 철도역이다. 주된 업무는 화물열차 및 수도권 전철 1호선 여객 취급이다. 이 역에선 경부선에서 남부화물기지선이 분기하며, 일반 여객열차인 새마을호, 무궁화호 열차는 모두 무정차 통과하지만 철강 자재인 냉연·열연 화물의 취급이 활발히 이뤄지고 있고 또한 수도권 각지역으로 들어간 화물의 중계 역할도 하고 있다. 남부화물기지선의 화물역인 오봉역에서 컨테이너 화물을 취급하고 나온 단행 기관차의 입/출고 또한 의왕역에서 정리한다. 출퇴근시간대 급행열차가 정차한다.

## 역사
- 1944년 3월 1일 : 부곡역(富谷驛)이라는 역명으로 배치간이역으로 영업 개시[1]
- 1964년 11월 21일 : 보통역으로 승격[2]
- 1974년 8월 15일 : 수도권 전철 개통
- 1977년 5월 16일 : 수소화물 취급 중지[3]
- 1984년 7월 20일 : 남부화물기지선(부곡 - 의왕) 개통
- 1986년 8월 11일 : 컨테이너 양회기지 준공
- 1999년 6월 1일 : 통일호 열차 여객 취급 중지
- 2002년 1월 23일 : 지금의 역사가 완공.
- 2004년 6월 25일 : 의왕역(儀旺驛)으로 역명 변경[4]
- 2007년 3월 6일 : 동년 2월 20일 의왕시의 한자 표기 변경으로[5] 의왕역의 한자 표기도 '儀旺'에서 '義王'으로 변경[6]
- 2012년 하반기 : 부기역명을 '철도대학'에서 '한국교통대학교'로 변경[7]
- 2010년 1월 21일: 당정역 개업으로 1호선 역번호가 P151번에서 P152번으로 변경
- 2019년 12월 30일 : 1호선 급행 의왕역 추가 정차
- 2023년 7월 19일 : GTX-C노선 의왕역 민투심 통과.  GTX-C노선 추가 정차역 확정.

### 역명 변경
개통 당시 인근 지역인 '시흥군 남면 부곡리(현재의 군포시 부곡동)'의 명칭에 따라 부곡역으로 명명하였고, 1974년 수도권 전철 운행 개시 후부터 인구가 급격히 유입되면서 부곡이라는 명칭이 지역명칭으로 고착되면서 1989년 의왕읍이 시로 승격시 주민여론을 수렴하여 4개의 법정동(삼동, 이동, 초평동, 월암동) 명칭이 아닌 인근지역을 통칭하는 「부곡」으로 행정동 명칭을 정하게 되었다.
역사적으로 군포시에 해당하는 지역의 명칭을 따라 제정된 부곡역의 명칭은 2003년 의왕시에서 「시 이미지 제고사업」의 일환으로 대내외적인 자치단체의 홍보효과가 떨어진다는 사유로 부곡역의 명칭을 현재처럼 바꾸어 주도록 철도청에 건의하여 2004년 역의 명칭이 변경되어 사용 중에 있다.

## 역 구조
경부선은 2면 4선의 쌍섬식 승강장이며, 경부선 바깥쪽으로 남부화물기지선 선로가 있다. 통일호 정차 시에 썼던 저상 승강장이 현재의 승강장 북쪽(당정역 방향)에 붙어 있다. 현재 스크린도어가 설치되어 있다. 출구는 2개이다. 급행열차는 출퇴근 시간에만 정차한다. 대피선은 급행 평일 출퇴근시간 제외할 때 이용한다. 추후 승강장을 확장하여 GTX-C 운행 될 예정이다.

### 승강장
| ↑당정(한세대)               |
| \| \| \| ４３ \| ２１ \| \| |
| 성균관대 ↓                  |

| 1 | ● 수도권 전철 1호선 | 성균관대 · 수원 · 서동탄 · 천안 · 신창 방면 (일반, 급행) |
| 2 | ● 수도권 전철 1호선 | 성균관대 · 수원 · 병점 · 평택 · 천안 방면 B급행          |
| 3 | ● 수도권 전철 1호선 | 군포 · 안양 · 금천구청 · 영등포 · 서울역 방면 B급행      |
| 4 | ● 수도권 전철 1호선 | 금정 · 안양 · 영등포 · 용산 · 광운대 방면 (일반, 급행)   |

## 역 주변
1번 출구
- 군포 부곡동 (송부동)
- 군포부곡택지지구 (부곡 휴먼시아)
- 군포중앙고등학교
- 부곡중앙중학교
- 부곡중앙초등학교
- 송부센트럴시티 아파트
- 군포첨단산업단지
- 군포에이스더블유밸리
- 초평동
- 왕송호수
- 군포부곡휴먼시아 2단지
- 군포부곡휴먼시아 1단지
- 의왕역센트럴파크 아파트
- 의왕역센트럴시티 아파트
- 부곡근린공원
- 엘리프의왕역 아파트
- 의왕스마트시티 퀀텀

2번 출구
- 의왕 부곡동
- 의왕고등학교
- 의왕부곡중학교
- 덕성초등학교
- 의왕부곡초등학교
- 철도박물관
- 철도행정연수원
- 한국철도기술연구원
- 한국교통대학교 의왕캠퍼스
- 한국철도인재개발원
- 부곡파출소
- 의왕부곡우체국
- 부곡도깨비시장
- 현대자동차그룹 중앙연구소
- 현대로템 본사

## 승차량 변동
| 노선   | 승차 인원 | 승차 인원 | 승차 인원 | 승차 인원 | 승차 인원 | 승차 인원 | 승차 인원 | 승차 인원 | 주 석 |
| 노선   | 2000년    | 2001년    | 2002년    | 2003년    | 2004년    | 2005년    | 2006년    | 2007년    | 주 석 |
| ------ | --------- | --------- | --------- | --------- | --------- | --------- | --------- | --------- | ----- |
| 경부선 | 5829      | 6545      | 7358      | 8073      | 6191      | 6286      | 6603      | 6688      | [ 9 ] |
| 노선   | 2008년    | 2009년    | 2010년    | 2011년    | 2012년    | 2013년    | 2014년    | 2015년    |       |
| 경부선 | 7151      | 7279      | 7783      | 8202      | 8191      | 8296      |           |           | [ 9 ] |

## 인접한 역
| 경부선                       | 경부선                            | 경부선                           |
| ---------------------------- | --------------------------------- | -------------------------------- |
| P151 당정 광운대 방면        | ● 수도권 전철 1호선 경부선 완행   | P153 성균관대 서동탄 · 신창 방면 |
| P149 금정 청량리 방면        | ● 수도권 전철 1호선 경부선 급행 A | P153 성균관대 신창 방면          |
| P150 군포 서울역 (지상) 방면 | ● 수도권 전철 1호선 경부선 급행 B | P153 성균관대 천안 방면          |

## 사진

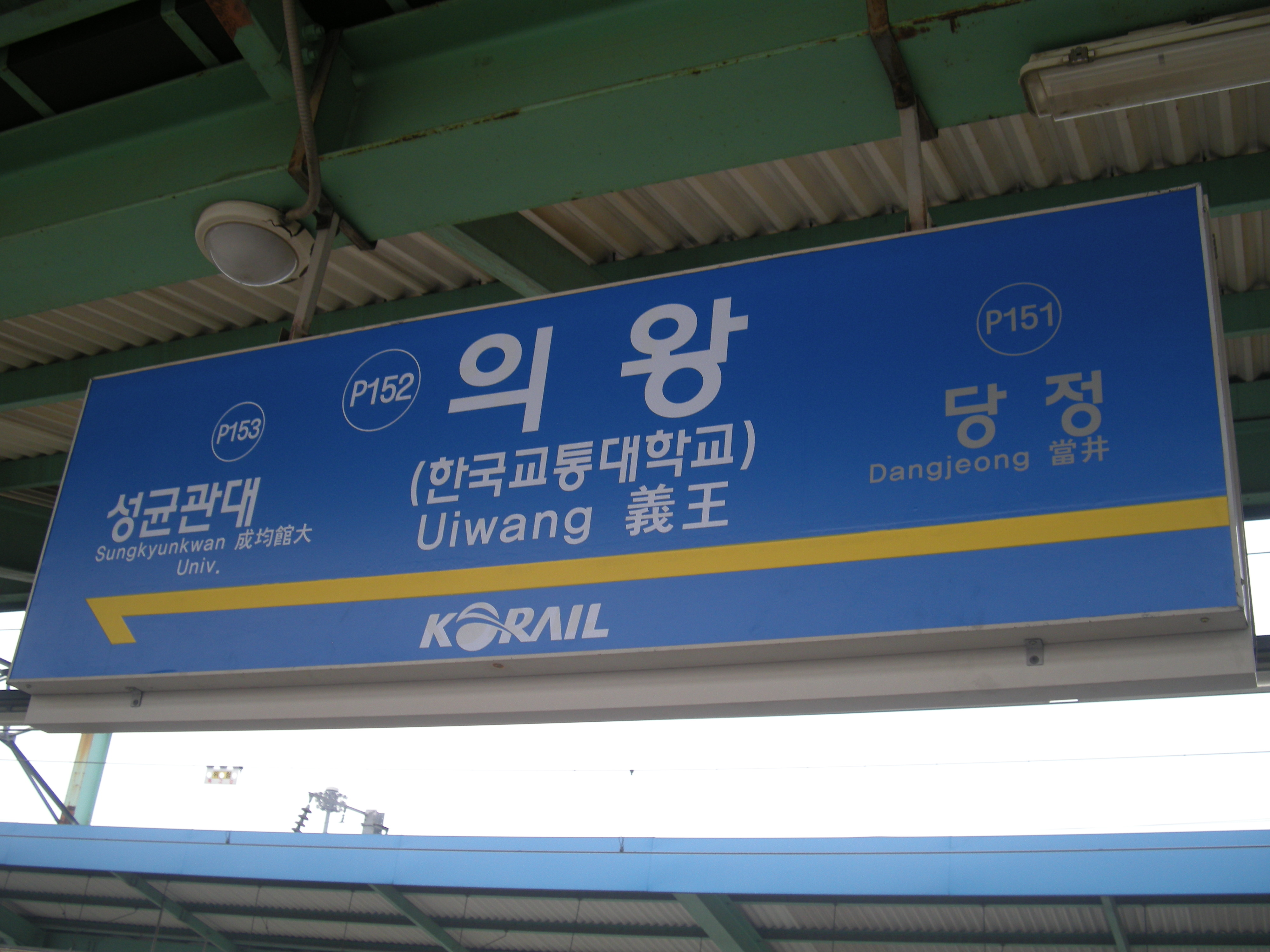
역명판
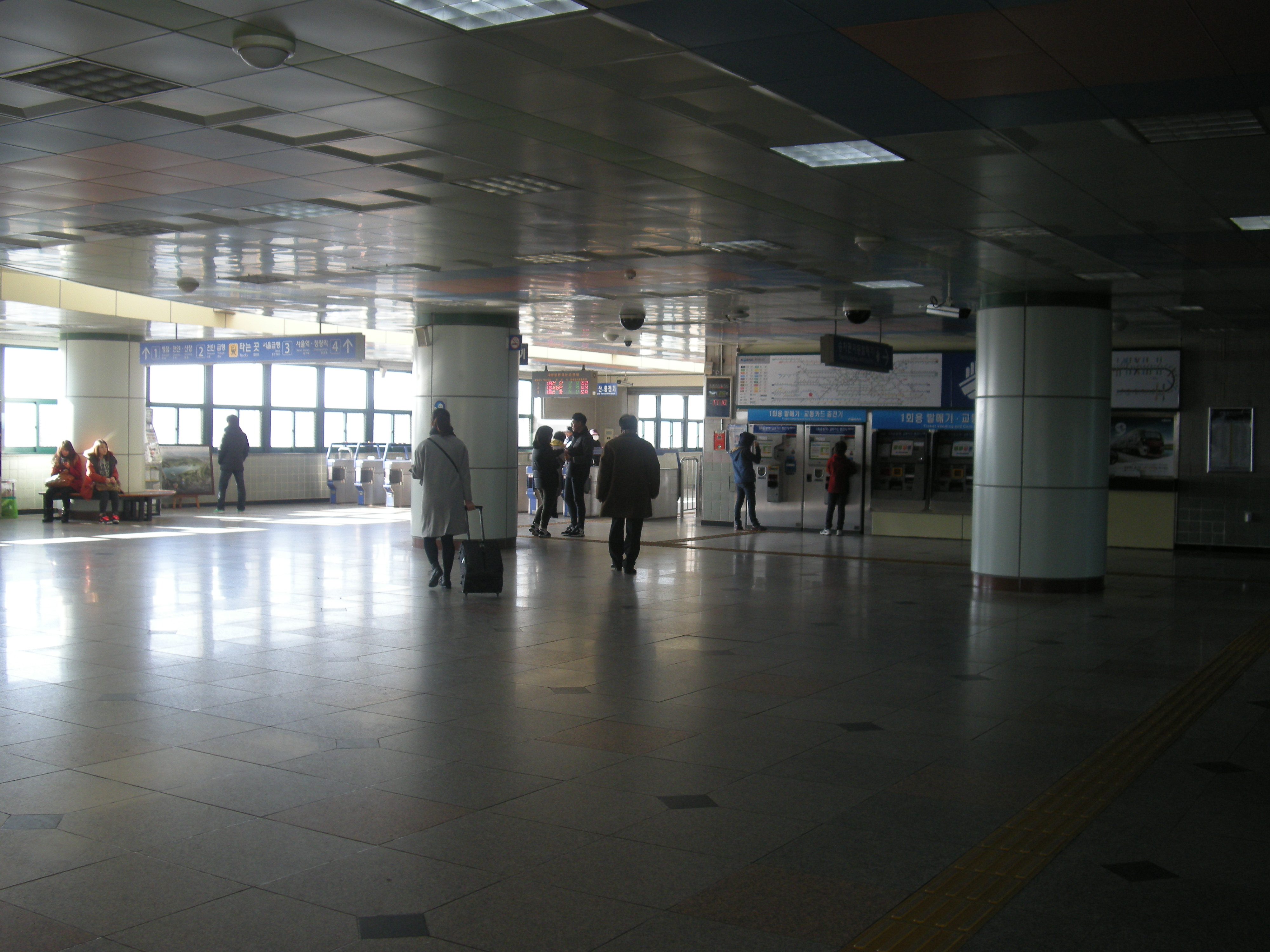
맞이방
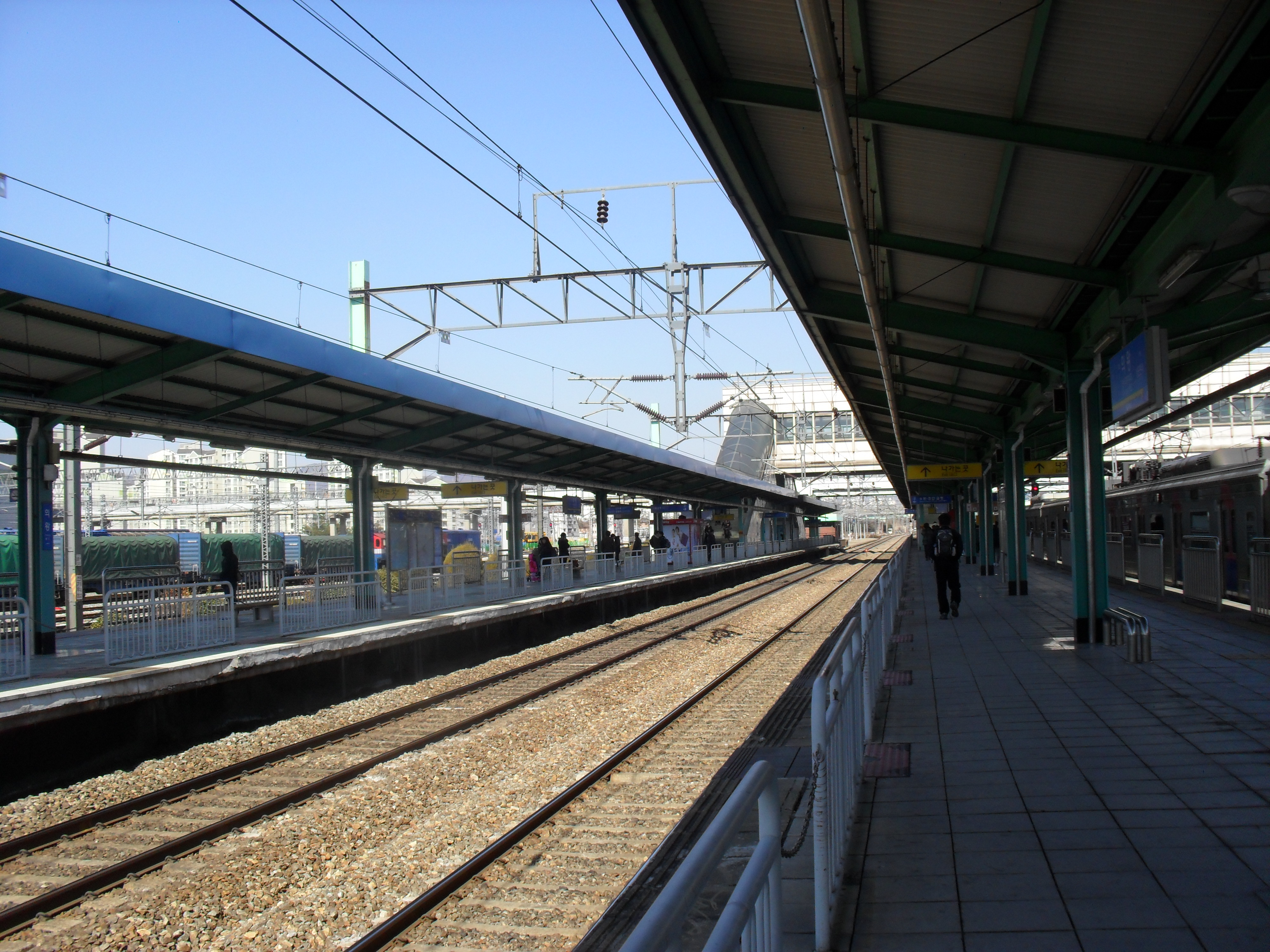
승강장 (통과선 방면, 스크린도어 설치 전)
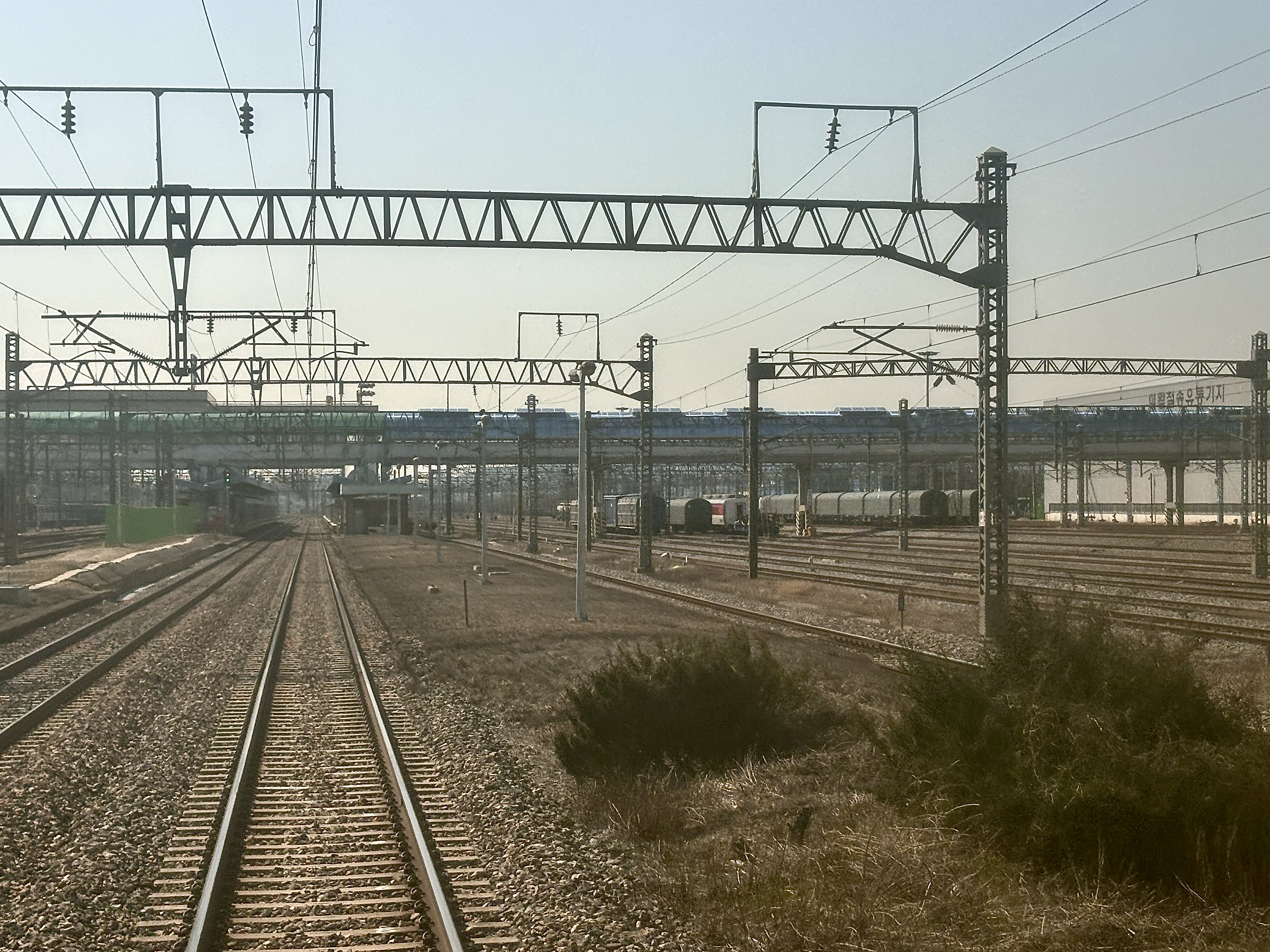
의왕역과 부곡차량사업소
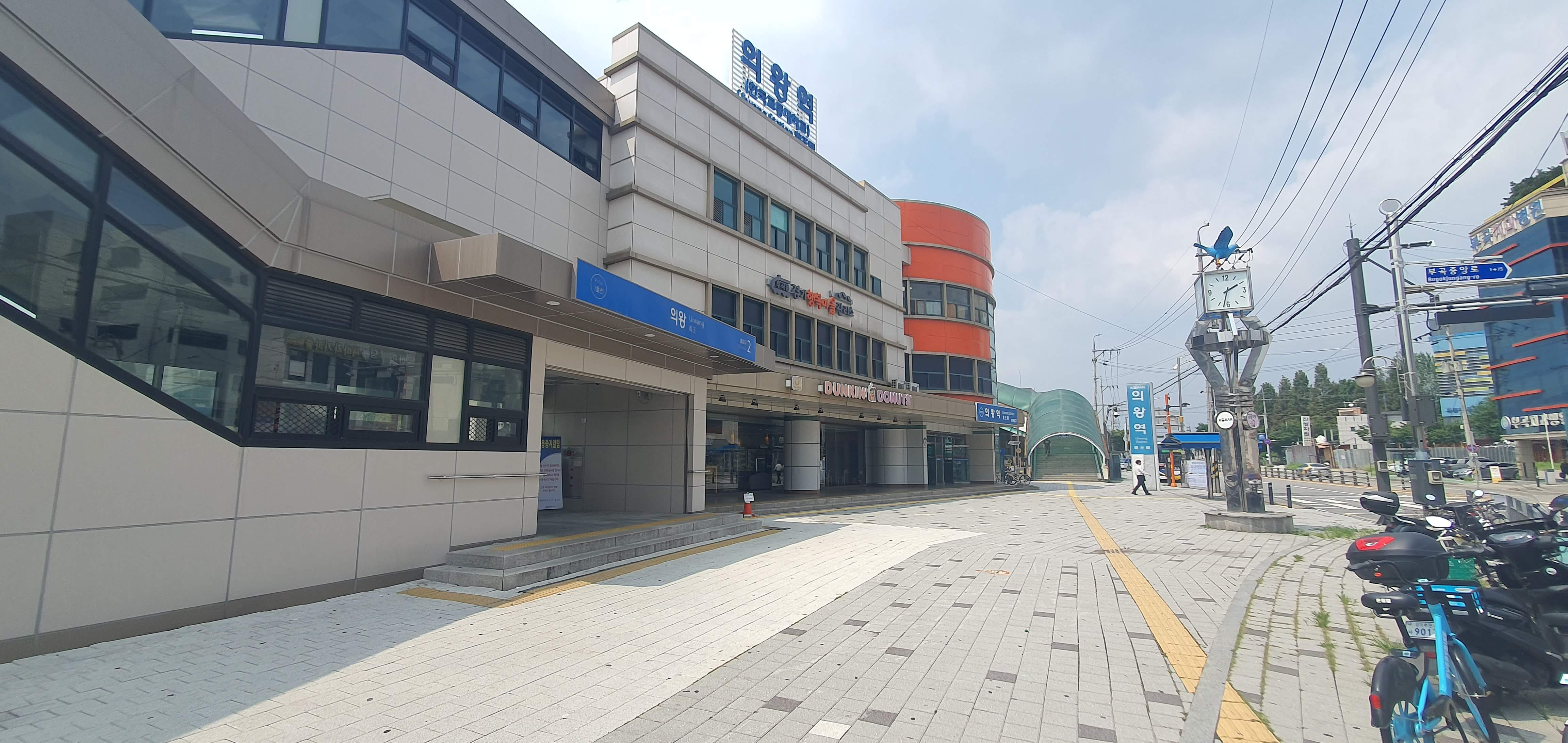
2번출구